# حملة عبد المجيد تبون الرئاسية 2019
اُطلقت الحملة الرئاسية للرئيس عبد المجيد تبون عام 2019 رسمياً بتاريخ 16 نوفمبر 2019، من ولاية أدرار جنوب الجزائر، كان تبون مرشح حر لرئاسة الجزائر في الانتخابات الرئاسية الجزائرية 2019، وأودع ملف ترشحه للانتخابات بتاريخ 26 أكتوير 2019، نشط حملته تحت شعار «بالتغيير ملتزمون وعليه قادرون».

## وعوده ومواقفه في الحملة الإنتخابية
خلال الحملات الانتخابية للمترشحين عبد المجيد تبون وعلي بن فليس وعبد القادر بن قرينة، عزالدين ميهوبي، عبد العزيز بلعيد شهدت الساحة الجزائرية ردود افعال حول المترشحين للانتخابات الجزائرية.
وقد ادلى تبون بعدة تصريحات خلال حملاته الانتخابية، ومن أهم التصريحات التي ادلى بها ما يأتي:

### تعديل الدستور
قال تبون إنه وفور وصوله إلى الحكم سوف يعدل الدستور ودسترة مطالب الحراك الشعبي وتغيير النظام السياسي وصلاحيات الرئيس حيث صرح من ولاية بشار: «...في حال ما اذا انتخبتموني رئيسا للجمهورية سأغير الدستور الحالي لتقنين ما جاء به الحراك الشعبي وتفادي الحكم الفردي وتجاوز الاقتصاد القائم على اقصاء طرف على حساب طرف أخر...»

### قانون الانتخابات
تعديل قانون الانتخابات أحد أهم وعود تبون وبرر ذلك أنه من أجل منح فرصة للشباب للمشاركة في العملية السياسية والقضاء على ظاهرة تأثير المال على العملية الانتخابية.

### محاربة الفساد واسترجاع المال العام
تعهد تبون بمحاربة الفساد ومواصلة عملية التطهير وتكريس مبدأ المحاسبة إلى جانب استرجاع المال العام الذي تم اختلاسه من طرف المسؤولين السابقين ومحاربة الرشوة.

### البطالة والسكن
أعلن تبون يوم 19 نوفمبر 2019 من ولاية النعامة بالقضاء على مشكل السكن والبطالة خاصة وسط الشباب وإحداث تنمية بالمناطق الريفية الجزائر.

### الضرائب
تعهد عبد المجيد تبون خلال حملته الانتخابية بتاريخ 25 نوفمبر 2019 بولاية وهران بإعفاء أصحاب الأجور الضئيلة من الضرائب ورقمنة سريعة وكاملة للخدمات المتعلقة بالضرائب من أجل محاربة التهرب الضريبي وتسهيل جمع الضرائب.